# جبال تولون
جبال تولون هو الاسم العام للعديد من التلال أو الجبال الواقعة حول تولون. أعلى هذه الجبال هي مونت كوم الذي يبلغ ارتفاعه 801 مترًا فوق مستوى سطح البحر، وأدناها هي صخرة كاب سيسي التي يبلغ ارتفاعها 352 مترًا فوق مستوى سطح البحر. وتتكون جبال تولون أيضًا من باو دي كواتر أوريس، ومونت كومب، وجروس سيرفو، ومونت فارون، وهو الأكثر شهرة، وأخيرًا مونت كودون.

## الجغرافيا

### الموقع والتضاريس
تمتد جبال تولون على مسافة حوالي عشرين كيلومترًا، من باندول إلى لا فاليت دو فار، ويبلغ متوسط ارتفاعها 500 متر. وهي تشكل حاجزا طبيعيا إلى الغرب من تولون، لكن التوقف المفاجئ للسلسلة قرب مونت كودون يسمح بفتحة على بلين دي موريس.

### القمم الرئيسية
- مونت كوم (801 م)
- مونت كودون (700 م)
- مونت فارون (584 م)

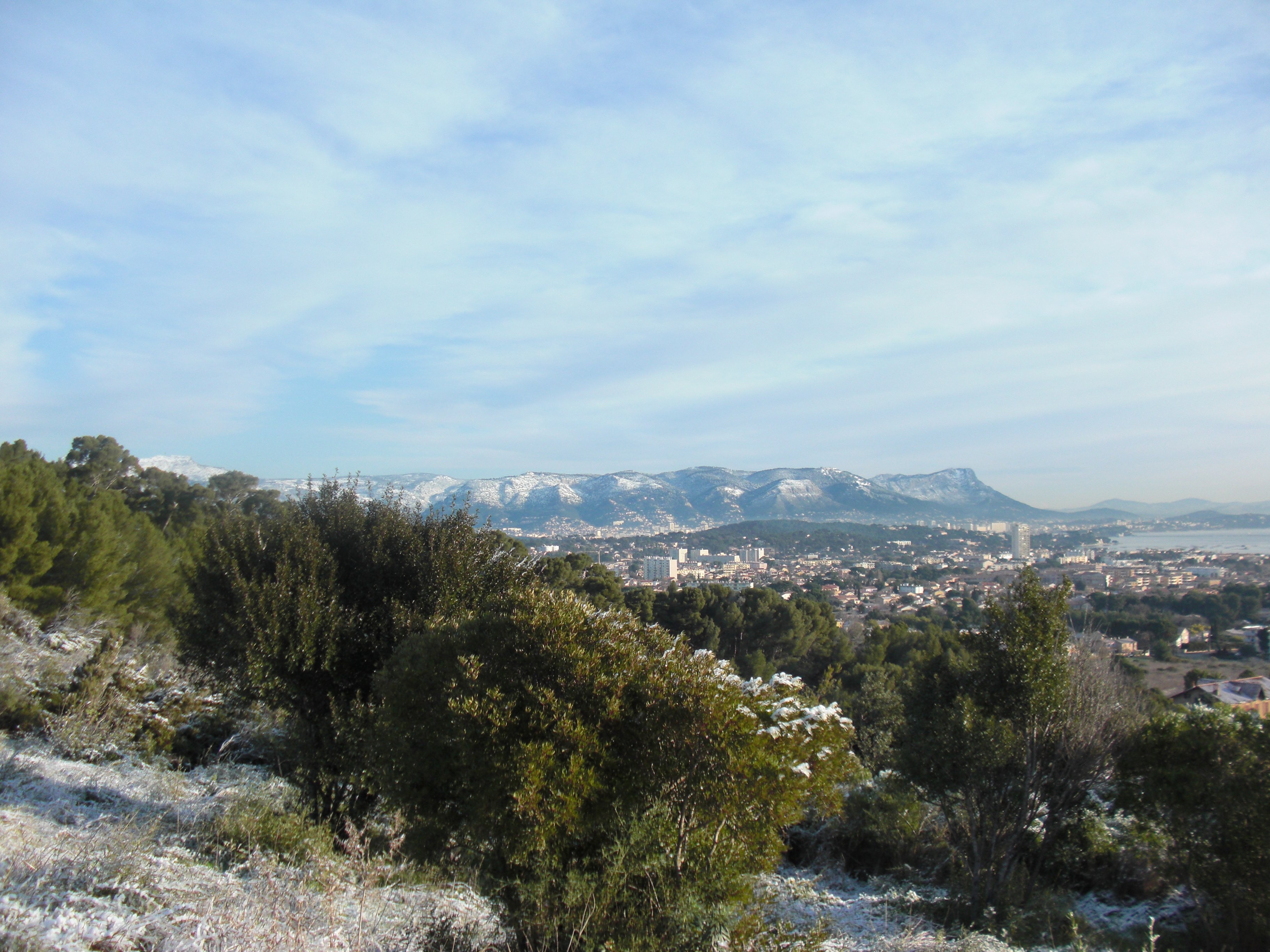
القمم الثلجية المطلة على تولون.

- باو دي كواتر أورو (576 من الأمتار)
- جروس سيرفو (446 م)
- مونت كومب (436 م)
- صخرة كاب سيسي (352 م)

### الجيولوجيا

#### الحجر الجيري
جبال تولون، مثل كتلة سانت بوم، هي نتيجة الطيات الجيولوجية المنبثقة عن تقارب شبه الجزيرة الأيبيرية على الصفيحة الأوروبية قبل 65 مليون سنة. وبالاتجاه نحو الشمال الشرقي، تشكلت الطيات حيث التقت بالصفيحة الأوروبية ووجدت العديد من الطبقات القديمة نفسها مدفوعة إلى السطح وغطت الطبقات الجيولوجية الأحدث.

#### الكتل البلورية
تعد كتلة كاب سيسي استثناءً في المناظر الطبيعية لجبال تولون. في الواقع، لم تنتج من الطي الناجم عن صعود شبه الجزيرة الأيبيرية، بل هي من بقايا الكتلة بيرينيو بروفنس الصخرية القديمة التي اختفت الآن. أدى انفتاح البحر الأبيض المتوسط منذ عدة ملايين من السنين إلى انفصال كورسيكا وسردينيا عن القارة، مما ترك بعض الآثار في القارة مثل جزر هييريس أو كتلة إستيريل. هذه الكتل الصخرية هي بقايا هذه الكتلة المختفية المشكلة من الصخر والصخر الزيتي، وتعد كاب سيسي أيضًا جزءًا منها.

### المناخ

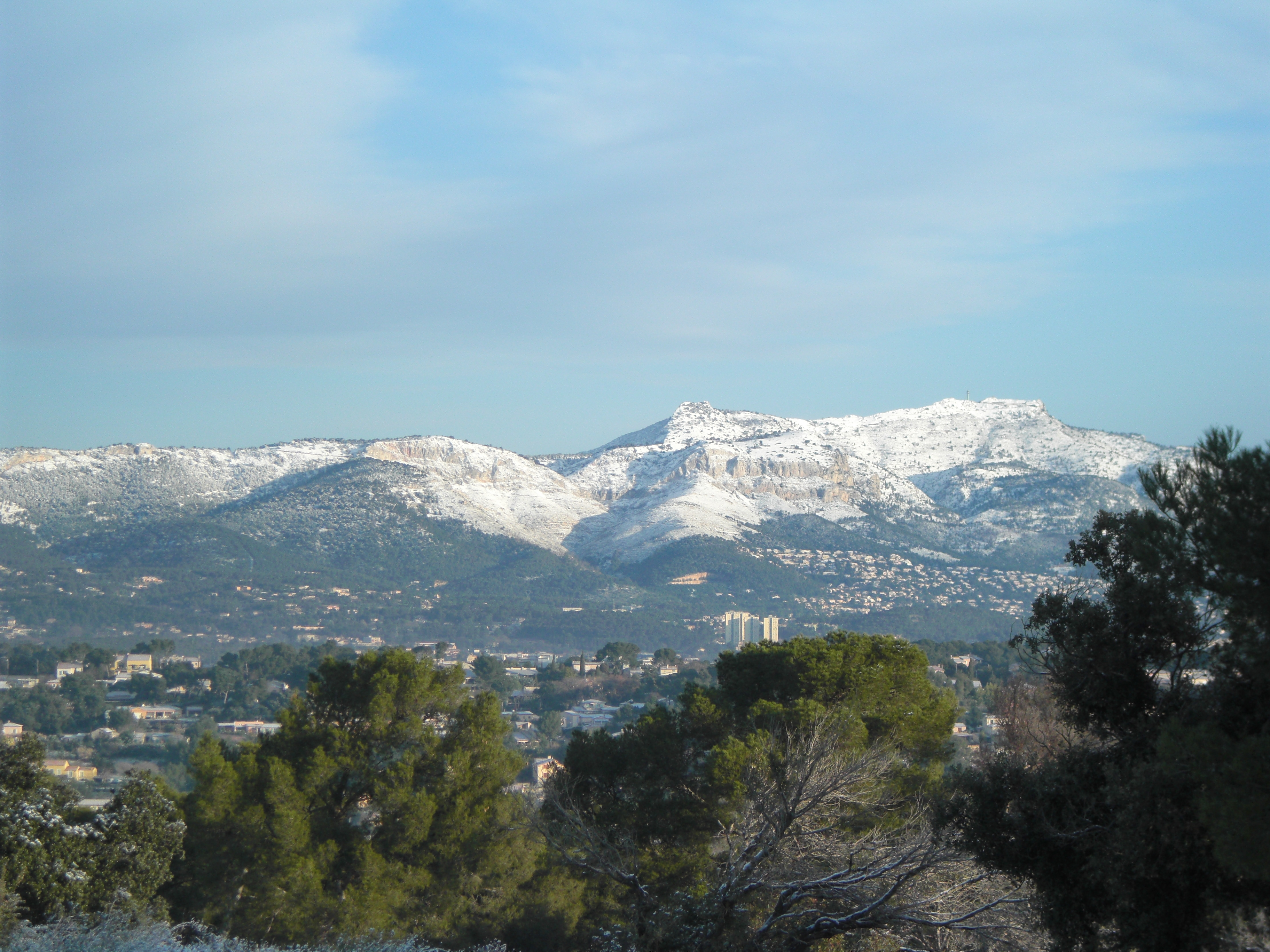
قمم مونت كومي وباو دي كواترو أوروس مغطاة بالثلوج في 21 يناير 2011.

في الشتاء، وفي حالات نادرة في الربيع والخريف، خلال الأيام شديدة البرودة والممطرة على الساحل، من الممكن أن تكتسي جبال تولون بالثلوج بشكل خفيف أو كثيف، بشكل عام على الأقل مرة واحدة في السنة. ومع ذلك، فإن المناخ متغير للغاية في القمم.

## صور

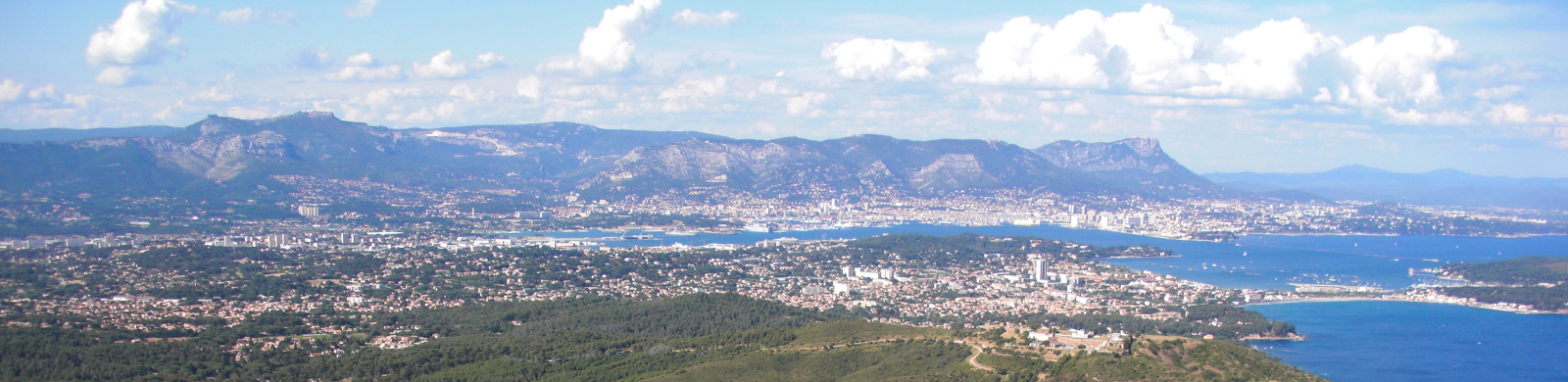
منظر تولون وجبالها.

## الملاحظات والمراجع
1. ↑  "Géoportail". www.geoportail.gouv.fr. اطلع عليه بتاريخ 2025-01-01.